# Commercial Utility Cargo Vehicle
Ein Commercial Utility Cargo Vehicle (deutsch: kommerzielles Gebrauchs- und Fracht-Fahrzeug; kurz CUCV; Aussprache: Cuck-Vee) ist ein Fahrzeug, das zwischen 1983 und 1986 von der United States Army in ca. 70.000 Einheiten im Rahmen der Armee-Erneuerung beschafft worden ist.
Das Commercial Utility Cargo Vehicle basiert auf der Chevrolet K-Modellreihe. Der M1009 basiert auf dem Chevrolet K5 als Geländewagen, die in den USA Sports Utility Vehicle (SUV) genannt werden. M1008, M1028, M1010 und M1031 basieren auf Pick-up K30. Es wurde für militärische Zwecke mit Gewehrhalterungen hinter den Frontsitzen, vier Ösen zum Anhängen an Kränen oder Helikoptern, einem schweren Schutzgitter vor dem Kühlergrill, einer kräftigen Anhängerkupplung, Kolonnenmarschlichtern in den Stoßstangen, Nachtmarschscheinwerfern im Kühlergrill, 12 V/24 V E-Anlage (mit 24 V werden lediglich der Anlasser und (über Widerstände) die Glühkerzen versorgt), verschiedenen Kontroll-Instrumenten und Steckdosen (Starthilfedose im Kühlergrill) zusätzlich ausgerüstet.
Weiterhin ist das Fahrzeug mit zwei Starterbatterien (2 × 12 V=24 V) sowie zwei Lichtmaschinen ausgerüstet. Alle Verbraucher (außer Anlasser und Vorglüheinrichtung) werden mit 12 V versorgt.
Die Innenausstattung ist sehr spartanisch mit Sitzen aus dunkelrotem Polyvinylchlorid und einfachen Gummimatten. Der CUCV wurde in zweitüriger Ausführung geliefert. Er dient als Ersatz für Jeeps und auch die Dodge W 200 (M 880) und ist bis zum heutigen Tag, zumeist in Reserve-Einheiten im Einsatz. Den CUCV gab es als:
- M 1008 Grundtyp Pick-Up, 1 1/4 ton, zum Transport von Ladung oder Passagieren
- M 1008 A1 wie M 1008, jedoch mit Halterungen f. Funkantennen, 1 1/4 ton
- M 1009 wie Blazer, geschlossener Aufbau, zu Command- und Controlzwecken sowie Personentransport, ¾ ton
- M 1010 Ambulanz, 1 1/4 ton
- M 1028 zum Shelter-Transport, 1 1/4 ton, verstärkte Federung hinten sowie zusätzlich mit Sperrdifferential vorne (limited slip), NSN 2320-01-127-5077
- M 1028 A1 wie M1028, jedoch mit PTO (Power Take-Off) Kraftübertragung, 1 1/4 ton, NSN 2320-01-158-0820
- M 1028 A2, wie M1028 A1 jedoch mit Zwillingsreifen hinten (Dually), NSN 2320-01-295-0822
- M 1028 A3, wie M1028 A2, jedoch ohne PTO, NSN 2320-01-325-1937
- M 1028 FF wie M1028 nur mit Feuerlöschequipment (Firefighting), 1 1/4 ton, NSN 4210-01-259-4609
- M 1031 nur Chassis, z. B. für Schweißer-Ausrüstung, 1 1/4 ton

## Technische Daten
Länge:
- M 1008,1028,A1: 220,7 Zoll/5,61 Meter
- M 1009: 191,8 Zoll/4,87 Meter
- M 1010: 227,7 Zoll/5,79 Meter
- M 1031: 212,9 Zoll/5,41 Meter

Breite:
- M 1009: 79,6 Zoll/2,03 Meter
- M1028A2, M1028A3: 95.8 Zoll/2,433 m
- M1010: 90,5 Zoll/2,299 m
- Sonst.: 81,2 Zoll/2,06 Meter

Leergewicht/Curb-Weight
- M 1009/M 1031: 5.200 lbs/2,36 Tonnen
- M 1008/M: 5.900 lbs/2,68 Tonnen
- M 1028 A1/A2: 5800 lbs/2,633 Tonnen
- M 1028 A3/A4: 6120 lbs/2,778 Tonnen
- M 1010: 7.370 lbs/3,343 Tonnen

Zuladung:
- M 1009= 540 Kilogramm
- M 1008= 1.315 Kilogramm
- M 1010= 943 Kilogramm
- M 1028/M1028 A1= 1.633 Kilogramm
- M 1028 A2, A3 = 1789 Kilogramm
- M 1031= 1.792 Kilogramm

Höhe:
- M 1008,A1,M 1009 : 76 Zoll/1,93 Meter
- M 1010: 101,6 Zoll/2,58 Meter
- M 1028 und A 1: 107,1 Zoll/2,71 Meter (variiert je nach Shelter)

Motor:
- V 8,
- 6,2 Liter Saugdieselmotor mit Verteiler-Einspritzpumpe
- wassergekühlt mit 99 kW (135 PS) bei 3.600/min

Getriebe:
- 3-Gang Automatikgetriebe Typ TH400
- Verteilergetriebe mit zweistufiger Untersetzung (per Hebel innen zu bedienen und Umschaltung i. d. Vorderrad-Nabe), M1008/M1009 Typ NP208, M1028 A1/A2: NP205

Tankinhalt:
- M1009: 27 Gallonen/108 Liter
- Andere: 20 Gallonen/75,7 Liter.

Alle Typen verfügen über zuschaltbaren Allradantrieb mit nochmaliger 4L(ow)-Untersetzung. Die Reifengröße beim M 1009 ist 10.00×15 und bei allen anderen LT235/85R-16E.